# Syracuse Nationals 1952-1953
La stagione 1952-53 dei Syracuse Nationals fu la 4ª nella NBA per la franchigia.
I Syracuse Nationals arrivarono secondi nella Eastern Division con un record di 47-24. Nei play-off persero la semifinale di division con i Boston Celtics (2-0).

## Roster
| N° | Naz.                   | Ruolo | Sportivo        | Anno | Alt. | Peso |
| -- | ---------------------- | ----- | --------------- | ---- | ---- | ---- |
| 3  | Stati Uniti (bandiera) | G     | George King     | 1928 | 183  | 88   |
| 4  | Stati Uniti (bandiera) | AC    | Dolph Schayes   | 1928 | 201  | 88   |
| 5  | Stati Uniti (bandiera) | GA    | Paul Seymour    | 1928 | 185  | 82   |
| 6  | Stati Uniti (bandiera) | C     | Noble Jorgensen | 1925 | 206  | 103  |
| 7  | Stati Uniti (bandiera) | GA    | Billy Gabor     | 1922 | 180  | 77   |
| 8  | Stati Uniti (bandiera) | AC    | Wally Osterkorn | 1928 | 196  | 98   |
| 11 | Stati Uniti (bandiera) | AC    | Earl Lloyd      | 1928 | 196  | 91   |
| 14 | Stati Uniti (bandiera) | A     | Bob Lochmueller | 1927 | 196  | 84   |
| 15 | Stati Uniti (bandiera) | G     | Jim Brasco      | 1931 | 185  | 77   |
| 15 | Stati Uniti (bandiera) | GA    | Al Cervi        | 1917 | 180  | 77   |
| 16 | Stati Uniti (bandiera) | AC    | Red Rocha       | 1923 | 206  | 84   |

## Staff tecnico
- Allenatore: Al Cervi